# James French

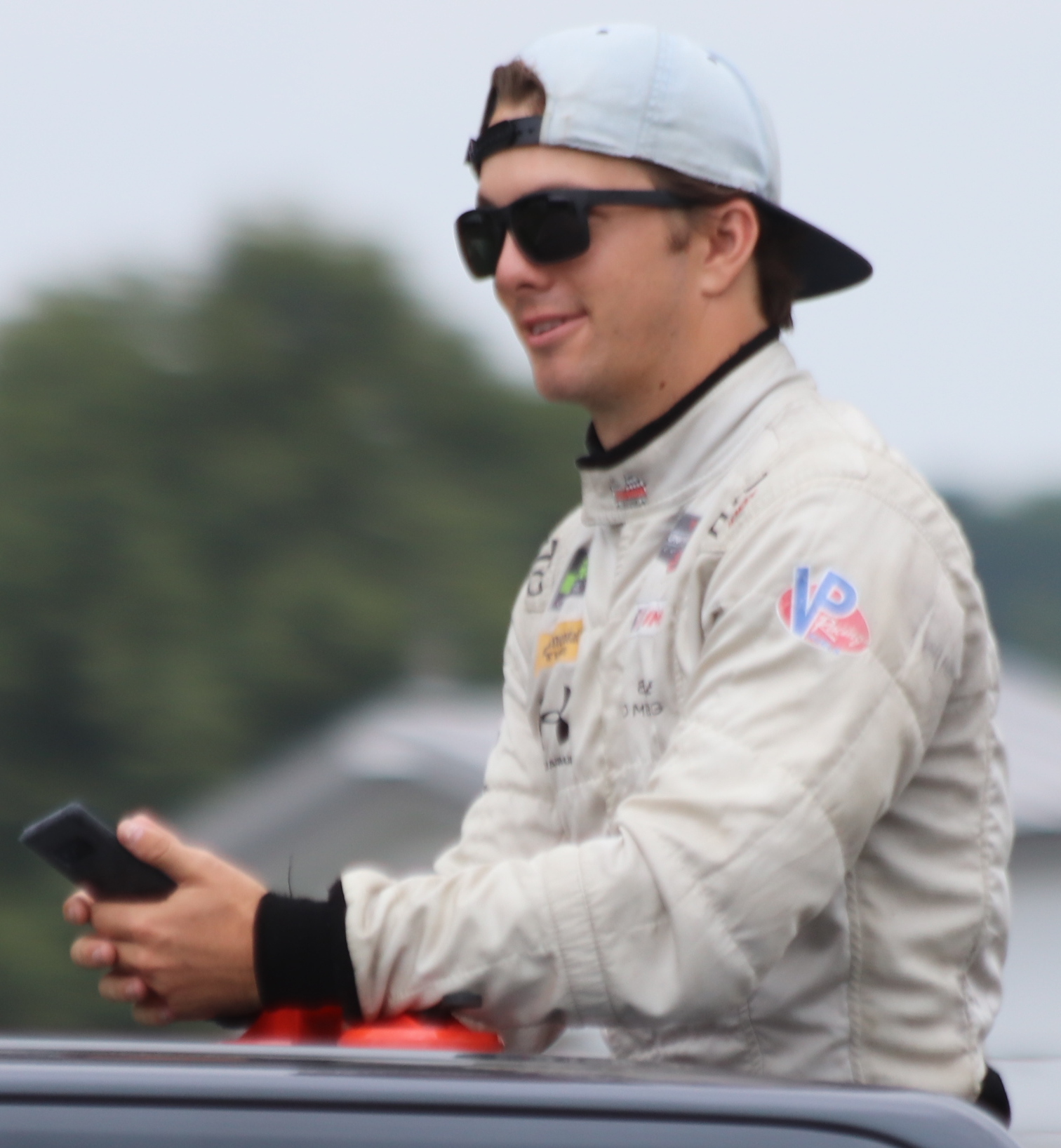
James French in 2018

James French (Sheboygan, Wisconsin, 21 mei 1992) is een Amerikaans autocoureur.

## Carrière
French begon zijn autosportcarrière in 2008 in het club racing in het kampioenschap van de Sports Car Club of America en behaalde podiumplaatsen in de C Sports Racer-klasse van de SCCA Runoffs in 2009 en 2010. In 2011 maakte hij zijn professionele debuut in een LMPC-auto in de American Le Mans Series in 2011 op Road America. Vanaf 2014 nam hij deel aan het United SportsCar Championship, waarin hij achtereenvolgens vijftiende en zesde in het kampioenschap werd. In 2015 maakte hij tevens zijn debuut in de 24 uur van Daytona.
In november 2015 nam French deel aan een Indy Lights-test voor het team Schmidt Peterson Motorsports op het Circuit of the Americas. In 2016 maakte hij zijn debuut in dit kampioenschap voor Belardi Auto Racing als vervanger van Felix Rosenqvist tijdens het raceweekend op Road America.